# 第430遠征電子戦飛行隊 (アメリカ空軍)
第430遠征電子戦飛行隊（だい430えんせいでんしせんひこうたい、英: 430th Expeditionary Electronic Combat Squadron）は、アメリカ空軍第455航空遠征航空団第451航空遠征群隷下の電子戦部隊。第二次世界大戦中の1943年に第430戦闘飛行隊（英: 430th Fighter Squadron）として編成され、数度の改編と休止を経て、2013年に第430遠征電子戦飛行隊として再編成された。アフガニスタンのカンダハール空軍基地に所在し、空中通信中継機としてE-11Aを運用する。

## 沿革
- 1943年5月26日 - グレンデール市営空港（英語版）にて、第430戦闘飛行隊編成[1]。
- 1945年12月7日 - 第430戦闘飛行隊閉隊[1]。
- 1952年6月25日 - 第430戦闘爆撃飛行隊として再編成[1]。
- 1958年7月1日 - 第430戦術戦闘飛行隊へ改編[1]。
- 1966年11月15日 - 第430戦術戦闘飛行隊閉隊[1]。
- 1968年9月15日 - 第430戦術戦闘飛行隊再編成[1]。
- 1989年9月30日 - 第430戦術戦闘飛行隊閉隊[1]。
- 1992年8月1日 - 第430電子戦飛行隊として再編成[1]。
- 1993年6月29日 - 第430電子戦飛行隊閉隊[1]。
- 2013年3月13日 - 第430遠征電子戦飛行隊として再編成[1]。
- 2020年1月27日 - アフガニスタンのガズニー州でE-11Aが墜落[3]、ターリバーンが撃墜を主張[4]。

## 配備基地の変遷
- グレンデール市営空港（英語版）（カリフォルニア州グレンデール）（1943年8月 - 1943年10月）
- ヴァン・ナイズ空港（カリフォルニア州ヴァン・ナイズ（英語版））（1943年10月 - 1944年1月）
- オックスナード離着陸場（英語版）（カリフォルニア州カマリロ）（1944年1月 - 1944年2月）
- ウォームウェル空軍基地（英語版）（イギリスドーセット）（1944年3月 - 1944年8月）
- サン＝ランベール飛行場（英語版）（フランスバス＝ノルマンディー地域圏カルヴァドス県）（1944年8月）
- サン＝マルソー飛行場（英語版）（フランスペイ・ド・ラ・ロワール地域圏サルト県）（1944年8月）
- ペロンヌ飛行場（英語版）（フランスオー＝ド＝フランス地域圏エーヌ県）（1944年9月）
- フロレンヌ/ジュゼーヌ飛行場（ベルギーナミュール州）（1944年10月）
- ストラスフェルド飛行場（英語版）（ドイツノルトライン＝ヴェストファーレン州）（1945年3月）
- ランゲンザルツァ飛行場（英語版）（ドイツテューリンゲン州）（1945年4月）
- シュヴァインフルト陸軍航空基地（英語版）（ドイツバイエルン州）（1945年6月）
- シュトゥットガルト陸軍航空基地（ドイツバーデン＝ヴュルテンベルク州）（1945年10月 - 1945年11月）
- キャンプ・キルマー（英語版）（ニュージャージー州ニューブランズウィック）（1945年12月）
- 三沢空軍基地（日本青森県）（1952年7月）
- 群山空軍基地（韓国全羅北道）（1952年7月）
- 大邱空軍基地（韓国大邱市）（1953年4月 - 1954年11月）
- クローヴィス空軍基地（ニューメキシコ州クローヴィス）（1954年12月 - 1966年11月）
- ネリス空軍基地（ネバダ州ラスベガス）（1968年9月 - 1989年9月）
- キャノン空軍基地（ニューメキシコ州クローヴィス）（1992年8月 - 1993年6月）
- カンダハール空軍基地（アフガニスタンカンダハール州）（2013年2月 - ）

## 歴代運用機
- 戦闘機
  - P-38（1943年 - 1945年）

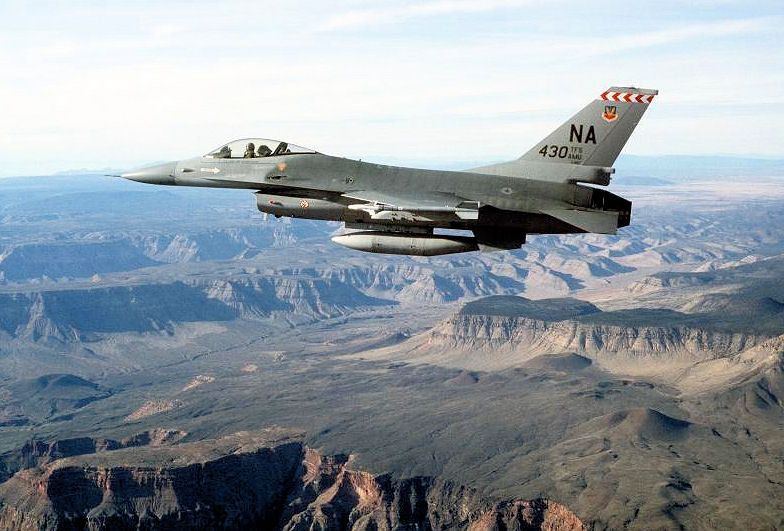
第430戦術戦闘飛行隊時代に運用したF-16A (Block10)

  - F-84G（1952年 - 1954年）
  - F-86H（1955年 - 1957年）
  - F-100（1957年 - 1965年）
  - F-4D（1975年 - 1981年）
  - F-16A（1982年 - 1989年）
- 戦闘爆撃機
  - F-111A（1969年 - 1975年）
- 電子戦機
  - EC-130（1992年 - 1993年）
  - EF-111A（1992年 - 1993年）
  - E-11A（2013年 - ）